# Maison Quantin
La Maison Quantin, libellée également « A. Quantin éditeur », est un imprimeur et une maison d'édition française fondée à Paris en 1876 par Albert Quantin et disparue avant 1914. Elle eut un impact important sur la production d'imagerie populaire destinée à la jeunesse. Elle était établie au 7, rue Saint-Benoît, dans le 6e arrondissement de Paris.

## Histoire
Né en 1850, Albert Quantin est d'abord directeur-associé en 1876 de l'imprimerie de Jules Claye (1806-1886). Claye avait repris l’entreprise d'Henri Fournier qui avait créé sa propre imprimerie en 1855, laquelle fut l'une des plus grandes sociétés de presse parisiennes du Second Empire. Située 5 & 7 rue Saint-Benoît, la fabrique est agrandie par Albert Quantin. 
Le succès de l'imprimerie appelée Claye Quantin & May et de la maison d'édition exige des disponibilités financières que Quantin trouve dans la transformation de son entreprise, en 1886, en société anonyme dénommée « Compagnie générale d'impression et d'édition » — précédée de la mention « Maison Quantin ». Entre-temps, il coédite l’œuvre complète de Victor Hugo en association avec Pierre-Jules Hetzel, qui est son voisin (1880-1885).  Un de ses plus beaux livres parus est Paris (format grand in folio). Une filiale est créée en 1887, La Librairie moderne, dirigée par Gustave de Malherbe.
En 1890, la Maison Quantin fusionne avec le groupe des « Imprimeries réunies », représentées par Claude Martinet et Claude Motteroz. La nouvelle association adopte la raison sociale « Librairies-Imprimeries réunies (anc[ienne]. Maison Quantin, Motteroz, Morel, Martinet) », puis plus simplement « May & Motteroz », mais garde l’appellation « ancienne Maison Quantin » durant les premières années. Albert Quantin est mentionné durant cette décennie comme éditeur et directeur de publication, ses associés étant gérants. May est sans doute L.-Henry May, associé à G. Mantoux, qui ont formé la Société française d'éditions d'art au 9 et 11 de la même rue. 
En mars 1903, la Société des librairies-imprimeries réunies cède à la Librairie d'éducation nationale Alcide Picard & Kaan les collections « Bibliothèque de l'enseignement des beaux-arts » et « Bibliothèque de l'éducation maternelle ». En mai 1912, Claude Martinet fonde l'Office de la librairie, agence s'occupant exclusivement de vente et d'achat de librairies et de fonds de l'industrie du Livre. En avril 1914, les Librairies-imprimeries réunies confient aux éditions Georges Crès & Cie l'exploitation de la « Bibliothèque de l'enseignement des beaux-arts ».

## Activités éditoriales
La devise de la Maison Quantin était Liber libro, imprimée au-dessus d'un livre ouvert avec sur la page de gauche un M et sur la page de droite un Q. Supportant l'ensemble, un homme et une femme, torses nus, éclairés par une lampe et tenant des guirlandes entourant le livre.
Au milieu de 1885, Quantin se lance dans la production de planches illustrées destinées aux enfants, et qu'il vend 5 centimes pièce : imprimées en couleurs via le procédé de chromolithographie, elles se déclinent en séries, représentant des historiettes comiques, ancêtre des comic strips, et furent très populaires. 

### Divers ouvrages
- Firmin Bouisset (Illustrations) et M. Arnaud (textes), La Journée de Bébé, Paris, A. Quantin, 1885 (BNF 31731829, lire en ligne), en chromolithographie[5]

### Collections
- Livres d'art (monographies sur Manet, Rembrandt, Boucher, Van Dyck...)
- Littérature
- « Petits poètes du XVIIIe siècle » (collection placée sous la direction d'Octave Uzanne ; parmi les poètes étudiés et publiés : Jean Joseph Vadé, Alexis Piron, Antoine Bertin, Paul Desforges-Maillard, Gabriel-Charles de Lattaignant, Nicolas Gilbert, cardinal de Bernis, Gentil-Bernard, Jean-Baptiste Rousseau, Évariste Parny, etc.)
- Bibliothèque parlementaire (monopole de l'imprimerie du Palais-Bourbon)
- « Encyclopédie enfantine » : collection d'albums pour la jeunesse à partir de 1885.
- « Imagerie artistique » : collection de planches humoristiques à partir de 1886.
- La Revue des arts décoratifs (1880 à 1884) ;
- Le Monde moderne, revue mensuelle et illustrée, sous Albert Quantin (1895-1903). Edmond Neukomm s'occupait de la partie artistique. Il y publia un article mémorable et bien illustré sur Alexandre Struys, peintre belge, en avril 1895. Le titre est absorbé en 1908 par La Revue hebdomadaire ;
- Revues dirigée par Octave Uzanne :
  - Le Livre (1880-1889),   (ISSN 2419-1264) (BNF 32808684) ;
  - Le Livre moderne (1890-1891)  (ISSN 2116-5653) (BNF 32808808) ;
  - L'Art et l'Idée (1892) (BNF 32808683).

### Écrivains et artistes publiés
Quelques écrivains classiques comme Beaumarchais, Honoré de Balzac, Gustave Flaubert, Goethe, Victor Hugo, George Sand mais aussi des contemporains comme Guy de Maupassant, Auguste de Villiers de L'Isle-Adam, Henriette Daux, Édouard Gerspach, Claude Terrasse, Octave Uzanne, Jules Vallès, Alphonse-Jules Wauters...
Parmi les nombreux dessinateurs employés, on trouve Jack Abeillé, Pierre Bonnard, Döes, Benjamin Rabier, Christophe, Jules Hénault, Job, Caran d'Ache, Paul Carrey, Raymond de La Nézière, Félix Lacaille, Ricardo de Los-Rios, Paul Maurou, Valton, Hermann Vogel... Jean Michel dit « Marius-Michel père » (1821-1890)  et son fils Henri (dit aussi « Marius-Michel », 1846-1925), relieurs-doreurs et décorateurs d'art, ont réalisé en leur atelier pour la maison Quantin, entre autres des remarquables frontispices : pour le livre La Peinture flamande de A. J. Wauters et un autre pour le livre Les sceaux d'Albert Lecoy de la Marche, deux livres conservés à la Bibliothèque des beaux-arts. 
Quantin a également fait appel à Ritter, autre relieur renommé, par exemple pour Le Mariage de Figaro, édité en 1884.

## Galerie

Quelques productions de la Maison Quantin
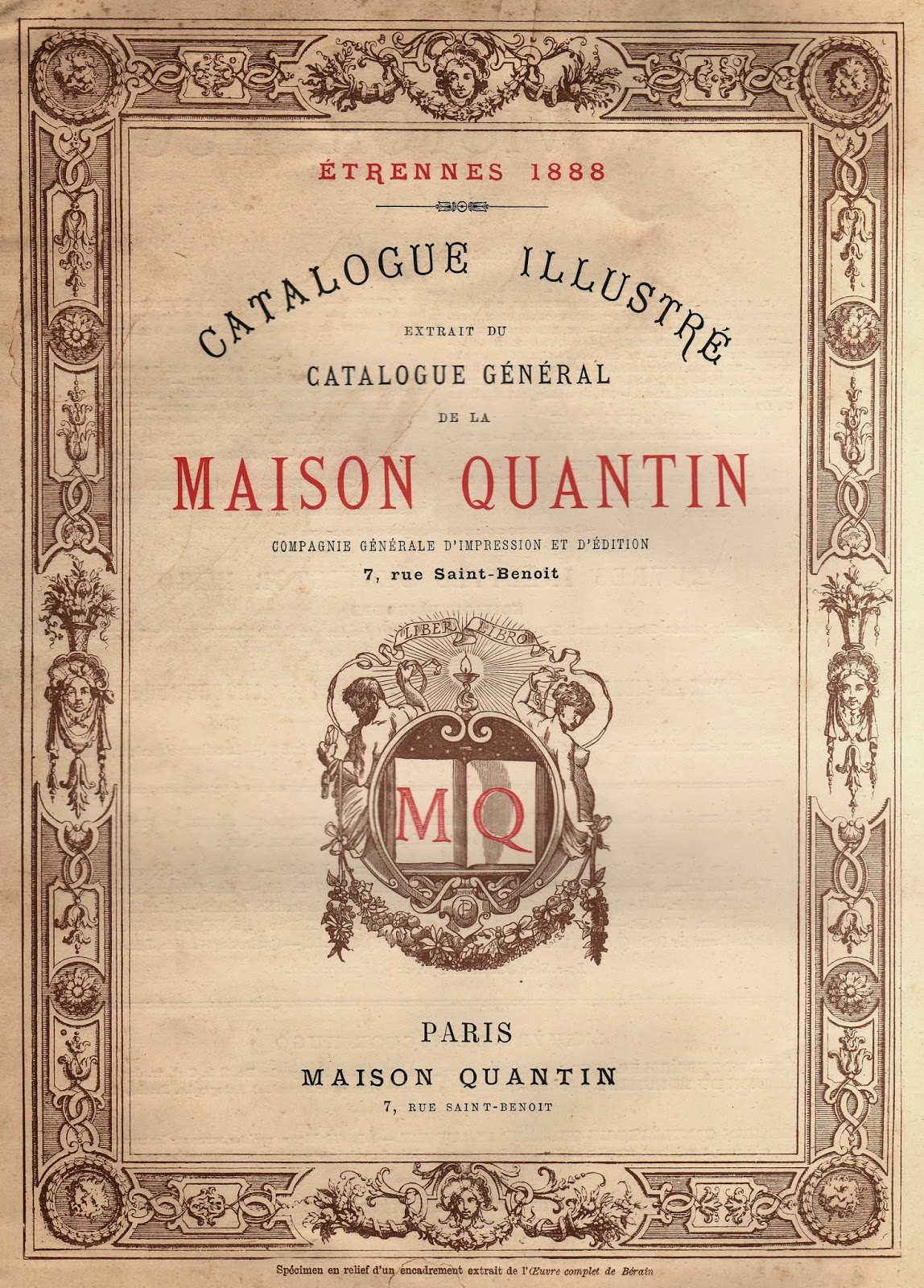
Couverture du catalogue de 1888.
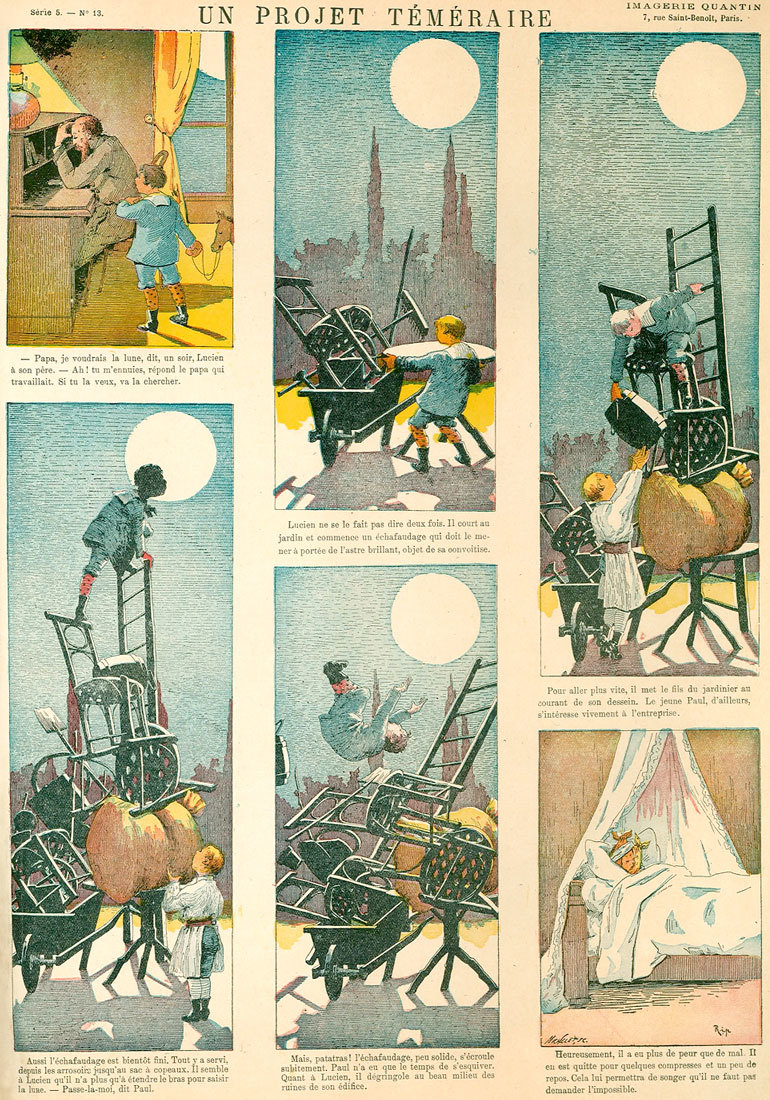
L'une des remarquables planches de la série « Imagerie artistique » destinée aux enfants (Ripp, 1888).
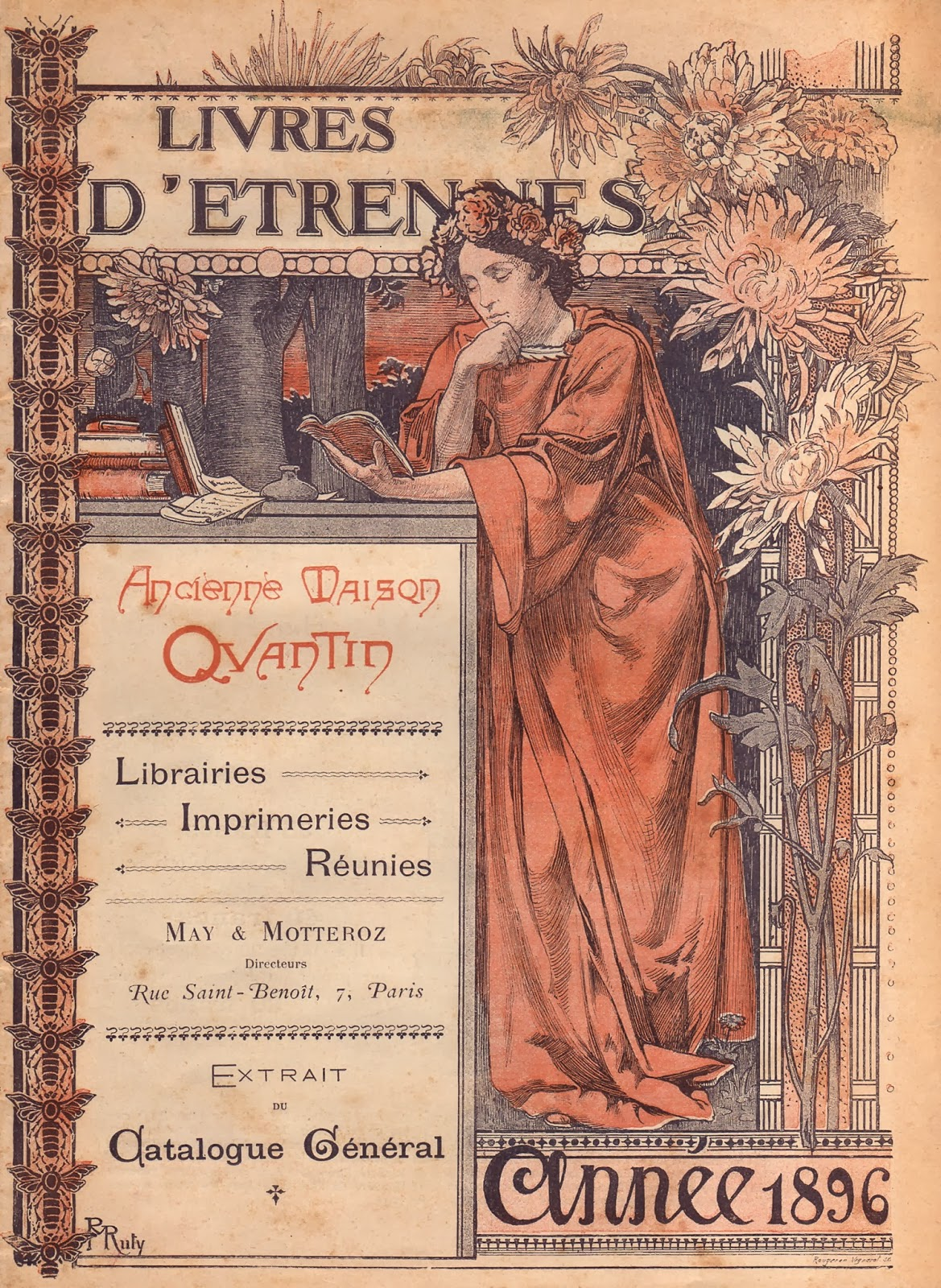
Couverture du catalogue « étrennes » 1896 par Marcel-Pierre Ruty.
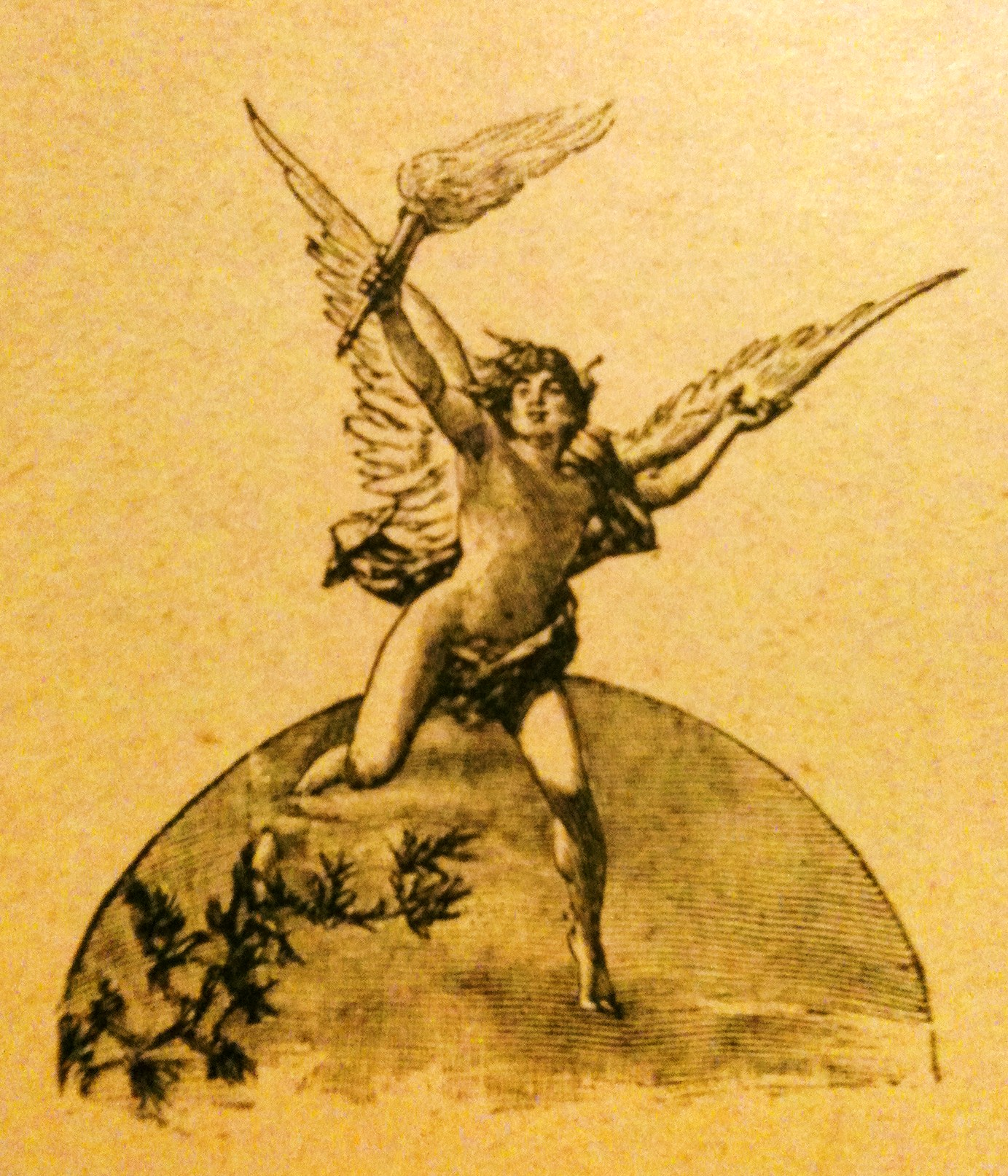
Marque de la revue illustrée Le Monde moderne (1900) signée Théobald Chartran.